# Парламентские выборы в Южной Корее (1971)
Парламентские выборы 1971 года в Южной Корее были проведены 25 мая, через месяц после президентских выборов, на которых победу одержал Пак Чон Хи — действующий президент, лидер Демократической республиканской партии (ДРП). На парламентских выборах ДРП сохранила за собой абсолютное большинство в парламенте, получив 113 из 204 мандатов. Явка избирателей была 73,2 %.

## Результаты выборов
| Партия                                 | Число поданных голосов | %    | Число мест в парламенте | +/-          |
| -------------------------------------- | ---------------------- | ---- | ----------------------- | ------------ |
| Демократическая республиканская партия | 5 460 581              | 48,8 | 113                     | -16          |
| Новая демократическая партия           | 4 969 050              | 44,4 | 89                      | +44          |
| Национальная партия                    | 454 257                | 4,0  | 1                       | Новая партия |
| Народная партия                        | 155 277                | 1,4  | 1                       | +1           |
| Объединённая социалистическая партия   | 97 398                 | 0,9  | 0                       | 0            |
| Партия масс                            | 59 359                 | 0,5  | 0                       | -1           |
| Недействительные бюллетени             | 234 280                | -    | -                       | -            |
| Всего                                  | 11 430 202             | 100  | 204                     | +29          |
| Источник: Nohlen et al.                |                        |      |                         |              |